# Mur de l'atelier (Berlin)
Mur de l'atelier est l'une des deux peintures portant ce titre réalisées par le peintre allemand Adolph von Menzel. Peinture à l'huile sur papier, celle-ci  date de 1852 et a été réalisée dans l'atelier de Menzel, à l'époque situé sur la Ritterstrasse de Berlin. Elle est conservée à l'Alte Nationalgalerie de Berlin.
Le deuxième tableau de Menzel portant le même titre a été réalisé 20 ans plus tard. Les deux œuvres sont considérées comme des exemples d'un bouleversement décisif dans l'art du XIXe siècle. Wolf Jahn écrivit à propos de ces tableaux que leurs éléments semblaient « comme des éléments fixes d'un ordre mondial que l'on croyait autrefois uniforme. » L'expérience du fragmentaire s'y articule, « comme l'est celle de l'égalité des choses entre elles ».
Menzel est également considéré comme le premier artiste à représenter les moulages en plâtre, à partir desquels les étudiants en art doivent apprendre à dessiner et à peindre, comme un sujet indépendant. Leur utilisation décline vers le milieu du XIXe siècle : la photographie de nus remplace souvent les moulages du corps humain, tandis que les copies en plâtre d'œuvres d'art sculpturales disparaissent progressivement des collections des musées. Le plâtre est de plus en plus perçu comme sans vie, inférieur et non artistique. Eva Mongi-Vollmer explique qu'avec sa représentation de la matière animée par la lumière et la couleur, Menzel se situe « au-delà des frontières conventionnelles du genre. ».

## Description
La peinture de Menzel de 1852 est une esquisse à l'huile au format portrait, signée « AM » et datée « 20 mars 1852 », qui montre une partie d'un mur peint en jaunâtre ou brunâtre, éclairé irrégulièrement du bas à droite. Deux moulages en plâtre de bras humains musclés y sont suspendus. L'un, un bras droit, est plié à peu près à angle droit de sorte que la main semble pointer vers l'autre bras. Celui-ci, un bras gauche, est étendu vers le bas. La main à l'index tendu tient une structure en forme de tige qui est interprétée comme une torche abaissée. Un modèle anatomique ou un spécimen de main gauche est visible sous les deux bras dans l'axe central de l'image. Son poignet est dirigé vers le haut et les doigts pointent vers le bas ; le pouce est écarté, ce qui donne l’impression que la palette, qui n’est visible que partiellement dans le bas de la peinture, perpendiculairement à cette main déchiquetée, lui a été arrachée.
Sur le bord gauche de la peinture, figure un placard, sur lequel un crâne humain est posé sous le plâtre du bras fléchi, et sur le bord droit, figure le cadre d'une fenêtre.

## Réception et tentatives d'interprétation
Compte tenu des nombreuses références à l'éphémère, la nature morte a d'abord été interprétée comme un memento mori de l'artiste.
Sabine Heiser souligne la combinaison d'éléments naturels et artificiels, les éléments picturaux fortement alignés orthogonalement, ainsi que l'axialité de la composition ; elle en déduit une structure de référence : toutes les références des mains mortes « débouchent finalement dans la [. . . ] palette du peintre. » Heiser avance également la théorie selon laquelle il s'agit d'une paraphrase d'un autoportrait de Menzel et que les espaces vides entre les membres morts sur le mur forment son corps.
Elle voit toutefois une possibilité dans deux directions du thème du « fragment » : il peut faire partie de ce qui était autrefois un tout et ainsi indiquer le caractère éphémère de toutes les choses terrestres, mais il peut aussi être partie d'un tout qui n'a pas encore été créé. Si le « fragment » est un terme générique indépendant dans le cadre des études littéraires et est souvent utilisé dans l'histoire de l'art dans le domaine de l'architecture et de la sculpture, son emploi en peinture a été beaucoup moins utilisé ; la recherche artistique se concentre également sur les arts du XXe siècle.
Selon Heiser, une manie du déchiffrement et du « fragment » sont apparues en même temps dans la science vers la fin du XVIIIe siècle. Elle cite en exemple les débuts de la papyrologie, ainsi que Physiognomische Fragmente de Johann Kaspar Lavater. Le concept de « fragment », établi depuis le début du romantisme, a joué un rôle important dans l'établissement de l'histoire en tant que science, car la « collecte et l'assemblage de fragments » représente « un processus de génération de connaissances, de reconstruction à tous égards et pour toute discipline », mais aussi un acte artistique. La décomposition et les pertes sont les conditions préalables à un processus mnémotechnique et abstrait qui offre également la possibilité de créer de nouvelles constellations. Au sens artistique, ce processus de création peut déboucher sur un pastiche, un capriccio, un assemblage comme celui ici de Menzel, sur un collage ou un montage.

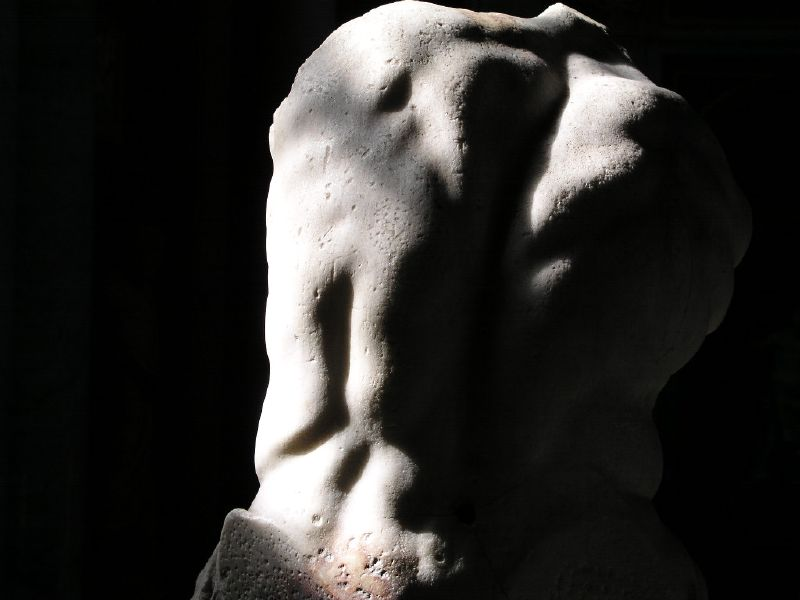
Torse du Belvédère.

Le fait que le corps humain soit également représenté en fragments n'est bien sûr pas une invention de Menzel. Par exemple, William Hogarth a choisi pour titre de l'eau-forte de son Analyse de la beauté au milieu du XVIIIe siècle le Torse du Belvédère ; au plus tard au XIXe siècle, le torse est devenu un genre de sculpture indépendant, bien avant que le crâne et les os soient des symboles de l'éphémère. À l'époque moderne, selon Heiser, l'œuvre inachevée et l'objet imparfaitement conservé entrent dans une alliance qui devient un programme : l'idée de vanité peut déjà être intégrée dans le processus de création artistique et la destruction est représentée avant son heure réelle. Le Mur de l'atelier de Menzel pourrait également s'inscrire dans cette tradition.

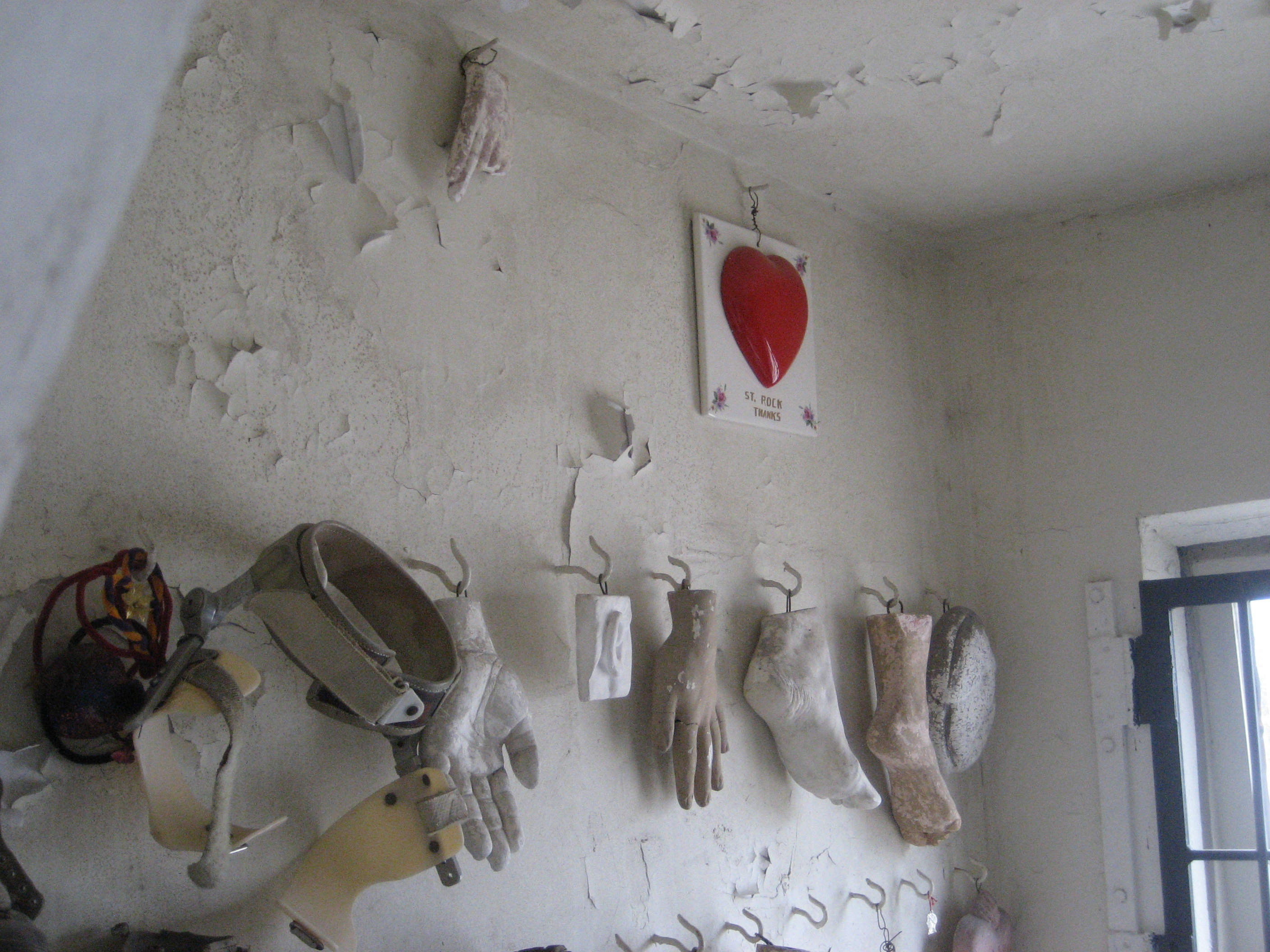
Ex-voto chrétien.

Jutta et Peter Griebel reprennent les réflexions de Heiser sur le Mur de l'atelier de Menzel dans le cadre d'une réflexion sur un tableau de Fritz Griebel. Ils soulignent que Menzel a laissé un certain nombre d'œuvres avec des fragments de corps. Parmi eux, par exemple, le deuxième tableau intitulé Mur de l'atelier, qui a été créé 20 ans après le tableau de 1852, avec ses lignes de fuite rapides et ses nombreux masques mortuaires identifiables, a été conçu d'une manière sensiblement différente de l'image plus ancienne, mais aussi Le Pied de l'artiste de 1876 ou Main droite avec un livre et Main droite avec un pot de peinture, tous deux de 1864.
Le Mur de l'atelier de 1852 montre une certaine parenté avec la Nature morte avec les ex-voto de Fritz Griebel de 1939. Griebel utilise les ex-voto du monastère bénédictin de Michelsberg à Bamberg comme modèle pour son tableau, mais les soustrait à leur référence d'origine en s'abstenant de faire allusion à l'architecture. Il ne reste que des artefacts dépersonnalisés, qui sont traités comme des ready-mades, mais dont la disposition n'apparait pas aléatoire. Dans le tableau de Griebel, un sac rouge en forme de cœur est situé à peu près au point où la main gauche est suspendue dans la représentation de Menzel, sachant que Menzel était gaucher.
Hans-Joachim Müller, quant à lui, établit une comparaison entre Menzel et Julius Grünewald, dont certains traitent de sujets très proches. Ceux-ci incluent le thème du mur suspendu dans son œuvre Ahnen (Intérieur) de 2007, mais il existe également de nombreuses représentations individuelles de parties du corps. Müller se réfère probablement moins au Mur de l'atelier qu'aux représentations des mains et des pieds de Menzel lorsqu'il voit une différence décisive avec les images de Grünewald : « Les mains et les pieds de Menzel ressemblent à des sections agrandies de son propre corps. Menzel utilise un microscope, rapprochant ce qui est tenu à distance par les bras et les jambes. Julius Grünewald coupe, ampute. [. . . ] C'est cela qui est vraiment étrange : l'absence d'origine et l'isolement des membres. »

## Exposition
En 2008, les deux peintures de Menzel, qui portent le titre Mur de l'atelier, ont été présentées dans une exposition à Hambourg avec des photographies de Lois Renner.